# Золотая улица (Москва)
Золотая улица — улица в Восточном административном округе города Москвы в районе Соколиная Гора между Большой Семёновской и улицей Буракова.

## Описание
Золотая улица находится в западной части района Соколиная Гора. Общая длина составляет около 2,2 км. Расположена вдоль Казанского направления МЖД параллельно Большой Семёновской улице и проспекту Будённого. Начинается на севере возле МАМИ от Большой Семёновской как продолжение Медового переулка. На юге переходит в улицу Буракова. Пересекается с улицей Семёновский вал и Семёновским проездом.
По чётной стороне улицы почти по всей длине находятся частные гаражи (ГСК «Первомайский-2» и др.), по нечётной — офисные, промышленные и складские здания, а также несколько жилых домов (приписаны к Семёновскому проезду). Южная половина улицы практически безлюдна, поскольку почти целиком проходит между гаражами и забором НПЦ газотурбостроения «Салют».

## История и происхождение названия

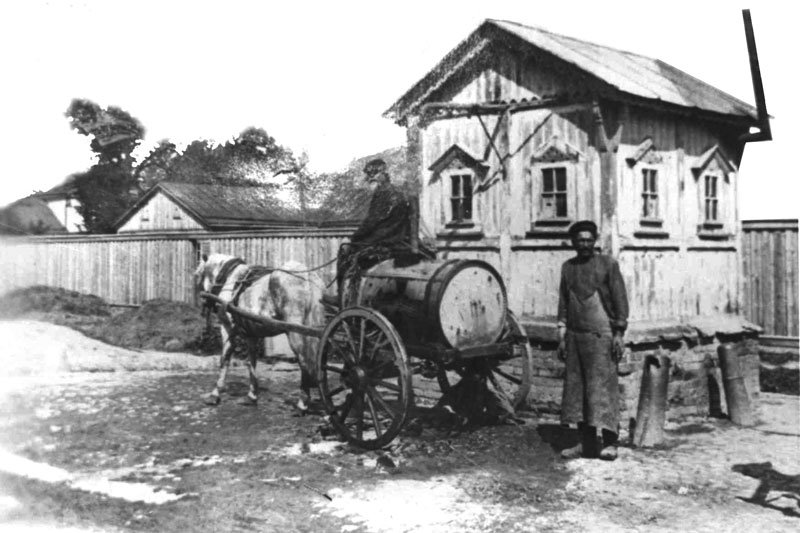
Золотари в 1910 году

Несмотря на схожесть, названия Золотая улица в Москве и Золотая улочка в Праге имеют совершенно разное происхождение. На Золотой улице жили не ювелиры, а золотари — ассенизаторы старой Москвы. По ночам они вывозили «золото», в честь которого и названа улица. В 1967 году она была переименована в улицу Буракова, но затем улицу разделили и северной её части вернули старое название.
В ноябре 2020 года улица была продлена за счёт Проектируемого проезда № 222.

## Здания и нумерация
- Дом 11 — ОАО «Автокомбинат № 5».
- Дом 13 — административно-офисное здание.

## Транспорт
По Золотой улице общественный транспорт не ходит, однако поблизости от неё (примерно 300 метров) расположены станции метро  Электрозаводская (радиальная) и  Электрозаводская (кольцевая), а также одноимённая железнодорожная платформа, а на перекрёстке с Семёновским валом и Семёновским проездом находятся остановки «Семёновский вал», через которые проходят следующие маршруты:
- Трамвай 32:  Курский вокзал —  Партизанская
- Трамвай 46: Метрогородок — 3-я Владимирская улица
- Электробус м3к: Проспект Будённого — Лубянская площадь
- Электробус т88: Проспект Будённого — Новорязанская улица
- Автобус 59: Карачарово — Электрозаводский мост
- Автобус 730: Проспект Будённого (кольцевой)

Кроме того, непосредственно на Золотой улице сохранился единственный выход с неиспользуемой платформы № 1 железнодорожной платформы Электрозаводская.

## Интересные факты
- Внутри едущего по Золотой улице автомобиля снята короткая сцена фильма «Ворошиловский стрелок» (1999), во время которой главному герою по пути к продавцам оружия завязывают глаза. Эти кадры можно увидеть на 53-й минуте.
- С кадров прохода Всеволода Емелина по Золотой улице начинается фильм Смуззи в портрете ин100грамма.